# Canton de Mehun-sur-Yèvre
Le canton de Mehun-sur-Yèvre est une circonscription électorale française située dans le département du Cher et la région Centre-Val de Loire.
À la suite du redécoupage cantonal de 2014, les limites territoriales du canton sont remaniées. Le nombre de communes du canton passe de 5 à 15.

## Histoire
Le canton de Mehun-sur-Yèvre est créé le 15 février 1790.
Il est modifié en 1801.
Il est modifié par décret du 2 août 1973 à la suite de la création du canton de Vierzon-2.
Il a été à nouveau modifié par décret du 20 janvier 1982 à l'occasion de la création du canton de Saint-Doulchard.
Un nouveau découpage territorial du Cher entre en vigueur en mars 2015, défini par le décret du 21 février 2014, en application des lois du 17 mai 2013 (loi organique 2013-402 et loi 2013-403). Les conseillers départementaux sont, à compter de ces élections, élus au scrutin majoritaire binominal mixte. Les électeurs de chaque canton élisent au Conseil départemental, nouvelle appellation du Conseil général, deux membres de sexe différent, qui se présentent en binôme de candidats. Les conseillers départementaux sont élus pour 6 ans au scrutin binominal majoritaire à deux tours, l'accès au second tour nécessitant 12,5 % des inscrits au 1er tour. En outre la totalité des conseillers départementaux est renouvelée. Ce nouveau mode de scrutin nécessite un redécoupage des cantons dont le nombre est divisé par deux avec arrondi à l'unité impaire supérieure si ce nombre n'est pas entier impair, assorti de conditions de seuils minimaux. Dans le Cher, le nombre de cantons passe ainsi de 35 à 19. Le nombre de communes du canton de Mehun-sur-Yèvre passe de 5 à 15. Le nouveau canton de Mehun-sur-Yèvre est formé de communes des anciens cantons de Mehun-sur-Yèvre, de Lury-sur-Arnon et de Vierzon 2e Canton.

## Géographie
Ce canton est organisé autour de Mehun-sur-Yèvre dans l'arrondissement de Vierzon. Son altitude varie de 97 m (Foëcy) à 162 m (Berry-Bouy) pour une altitude moyenne de 125 m.

## Représentation

### Conseillers d'arrondissement (de 1833 à 1940)
| Période                                  | Période          | Identité                                     | Étiquette   | Qualité |
| ---------------------------------------- | ---------------- | -------------------------------------------- | ----------- | --- |
| 1833                                     | 1839             | Antoine Thiot-Varenne                        |             | Avocat à Bourges                                                                                            |
| 1839                                     | 1842             | Comte Félix de Foucher de Careil (1793-1861) |             | Ancien capitaine au corps royal d'état-major, propriétaire à Bourges                                        |
| 1842                                     | 1848             | Pierre Joseph Richard (1799-1873)            |             | Notaire, maire de Mehun-sur-Yèvre                                                                           |
| 1848                                     |                  | James Martin de Marolles                     |             | Officier de cuirassiers, propriétaire à Allouis                                                             |
|                                          |                  |                                              |             | |
| 1871                                     | 1877 (décès)     | Eugène Lelièvre (1810-1877)                  |             | Médecin à Mehun-sur-Yèvre                                                                                   |
| Mai 1877                                 | 1886             | Eugène Halot                                 | Républicain | Directeur de la porcelainerie, maire de Mehun-sur-Yèvre                                                     |
| 1886                                     | 1889             | Camille Méraut                               | Républicain | Médecin à Mehun-sur-Yèvre                                                                                   |
| 13 oct. 1889                             | 1892 (décès)     | Albin Paul Trudeau (1851-1892)               | Républicain | Médecin à Mehun-sur-Yèvre                                                                                   |
| 1892                                     | 1893 (décès)     | Auguste Patrigeon                            | Libéral     | Fabricant de vinaigre, conseiller municipal de Mehun-sur-Yèvre                                              |
| Août 1893                                | 1898             | Philippe Monnier                             |             | Secrétaire d'ambassade, propriétaire à Foëcy                                                                |
| 1898                                     | 1900 (démission) | Augustin Carton                              | Républicain | Médecin, maire de Mehun-sur-Yèvre                                                                           |
| 1900                                     | 1919             | Eugène Gadoin (1855-1932)                    | Républicain | Président du Conseil d'arrondissement, médecin, adjoint au maire de Mehun-sur-Yèvre                         |
| 1919                                     | 1923             | Étienne Rousseau                             | PRS         | Maire de Mehun-sur-Yèvre                                                                                    |
| 1923                                     | 1928 (décès)     | Émile Gallon (1871-1928)                     | PC-SFIC     | Ouvrier porcelainier, maire de Mehun-sur-Yèvre                                                              |
| 1928                                     | 1934             | Paul Constanceau (1887-1971)                 | PC-SFIC     | Cheminot |
| 1934                                     | 1940             | Jacques Camille Chénon de Léché              | RG          | Ancien lieutenant d'artillerie, maire de Berry-Bouy                                                         |
| 1940                                     |                  |                                              |             | Les conseils d'arrondissement ont été suspendus par la loi du 12 octobre 1940 et n'ont jamais été réactivés |
| Les données manquantes sont à compléter. |                  |                                              |             | |

### Conseillers généraux de 1833 à 2015
| Période         | Période          | Identité                                    | Étiquette                 | Qualité |
| --------------- | ---------------- | ------------------------------------------- | ------------------------- | --- |
| 1833            | 1839             | Pierre Romain Pétry (1784-1857)             |                           | Manufacturier (porcelaine), maire de Vierzon-Ville Propriétaire à Mehun-sur-Yèvre Elu en 1848 dans le Canton de Vierzon       |
| 1839            | 1852             | Antoine Thiot-Varenne (1797-1869)           |                           | Avocat à Bourges, propriétaire et maire d'Allouis, conseiller d'arrondissement                                                |
| 1852            | 1866 (décès)     | François-Xavier Paulinier (1798-1866)       |                           | Ancien officier de cavalerie, garde du corps de Louis XVIII Propriétaire                                                      |
| 1867            | 1872 (décès)     | Charles Pillivuyt (1810-1872)               |                           | Négociant et industriel (porcelaine) à Foëcy Propriétaire à Mehun-sur-Yèvre                                                   |
| 27 février 1873 | 1889             | Auguste Boulard                             | Républicain               | Avocat et juge de paix Député (1876-1885) Maire de Mehun-sur-Yèvre (1871-1873)                                                |
| 1889            | 1900 (décès)     | Camille Méraut                              | Républicain révisionniste | Médecin, Maire de Mehun-sur-Yèvre, conseiller d'arrondissement                                                                |
| 1900            | 1910 (décès)     | Augustin Carton                             | Républicain               | Médecin, maire de Mehun-sur-Yèvre, conseiller d'arrondissement                                                                |
| 1910            | 1913             | Lucien Lachaze (1876-1939)                  | Rad.                      | Propriétaire à Allouis Nommé Secrétaire général de la Préfecture du Lot-et-Garonne en 1913, puis Préfet en 1929               |
| 1913            | 1919             | Georges Lamarre                             | RG                        | Maire de Mehun-sur-Yèvre |
| 1919            | 1925             | Honoré-Célestin Molénat                     | Rad.                      | Maire de Marmagne |
| 1925            | 1936 (démission) | Etienne Rousseau                            | PRS puis Rad.             | Maire de Mehun-sur-Yèvre, conseiller d'arrondissement                                                                         |
| 1936            | 1940             | Louis Pichon                                | Rad.                      | Charcutier Maire de Mehun-sur-Yèvre (1932-1940)                                                                               |
|                 |                  |                                             |                           | |
| 1943            | 1945             | Jacques Camille Chénon de Léché (1890-1957) | RG                        | Ancien lieutenant d'artillerie Conseiller d'arrondissement, maire de Berry-Bouy Nommé conseiller départemental en 1943        |
|                 |                  |                                             |                           | |
| 1945            | 1967             | Albert Jacquet (1884-1974)                  | Rad. puis DVD             | Cadre de la SNCF Maire de Marmagne Suppléant du député Jean Boinvilliers (1962-1967) Président du Conseil Général (1958-1967) |
| 1967            | 1998             | Jean Manceau (1925-2017)                    | DVD                       | Pharmacien Maire de Mehun-sur-Yèvre                                                                                           |
| 1998            | 2007 (démission) | François Pillet                             | DVD                       | Avocat Maire de Mehun-sur-Yèvre Sénateur (rattaché UMP puis LR) (2007-2019)                                                   |
| 2008            | 2011             | Armand Koszek                               | UMP                       | Retraité de la fonction publique Adjoint au maire de Mehun-sur-Yèvre                                                          |
| 2011            | 2015             | Patrick Tournant                            | PCF                       | Ouvrier Maire de Foëcy (1989-2020)                                                                                            |

### Conseillers départementaux à partir de 2015
| Période élective | Période élective | Mandat | Mandat   | Identité           | Nuance | Nuance | Qualité                                                                                                 |
| ---------------- | ---------------- | ------ | -------- | ------------------ | ------ | ------ | --- |
| 2015             | 2021             | 2015   | 2021     | Sophie Bertrand    |        | LR     | Secrétaire médicale, Première adjointe au Maire de Quincy 9ème Vice-Présidente du Conseil départemental |
| 2015             | 2021             | 2015   | 2021     | Bruno Meunier      |        | DVD    | Entrepreneur, adjoint au Maire de Mehun-sur-Yèvre                                                       |
| 2021             | 2028             | 2021   | en cours | Sophie Bertrand    |        | LR     | Conseillère sortante, 4e vice-présidente chargée de l’enfance, la famille et le handicap                |
| 2021             | 2028             | 2021   | en cours | Christian Gattefin |        | DVD    | Ingénieur civil de la défense, adjoint au maire de Mehun-sur-Yèvre                                      |

### Résultats détaillés

#### Élections de mars 2015
À l'issue du 1er tour des élections départementales de 2015, deux binômes sont en ballottage : Sophie Bertrand et Bruno Meunier (Union de la Droite, 36,52 %) et Noël Ardaen et Élisabeth Lagarde (FN, 27,81 %). Le taux de participation est de 50,53 % (7 373 votants sur 14 591 inscrits) contre 51 % au niveau départementalet 50,17 % au niveau national.
Au second tour, Sophie Bertrand et Bruno Meunier (Union de la Droite) sont élus avec 65,83 % des suffrages exprimés et un taux de participation de 49,91 % (4 157 voix pour 7 281 votants et 14 588 inscrits).

#### Élections de juin 2021
Le premier tour des élections départementales de 2021 est marqué par un très faible taux de participation (33,26 % au niveau national). Dans le canton de Mehun-sur-Yèvre, ce taux de participation est de 32,24 % (4 694 votants sur 14 560 inscrits) contre 32,99 % au niveau départemental. À l'issue de ce premier tour, deux binômes sont en ballottage : Sophie Bertrand et Christian Gattefin (Union à droite, 43,14 %) et Julie Dallois et Daniel Lacroix (PCF, 33,95 %).
Le second tour des élections est marqué une nouvelle fois par une abstention massive équivalente au premier tour. Les taux de participation sont de 34,3 % au niveau national, 34,03 % dans le département et 32,71 % dans le canton de Mehun-sur-Yèvre. Sophie Bertrand et Christian Gattefin (Union à droite) sont élus avec 56,8 % des suffrages exprimés (2 501 voix pour 4 762 votants et 14 559 inscrits),,. 

## Composition

### Composition en 1790
En 1790, le canton de Mehun-sur-Yèvre regroupait 10 communes :
- Mehun-sur-Yèvre,
- Barmont (réunie à Mehun),
- Crécy (réunie à Mehun),
- Allouis,
- Allogny,
- Saint-Laurent,
- Neuvy-sur-Barangeon,
- Nançay,
- Vouzeron,
- Foëcy.

### Composition de 1973 à 1982
De 1973 à 1982, le canton de Mehun-sur-Yèvre regroupait 8 communes:
- Allouis,
- Berry-Bouy,
- La Chapelle-Saint-Ursin,
- Foëcy,
- Marmagne,
- Mehun-sur-Yèvre,
- Saint-Doulchard,
- Sainte-Thorette.

### Composition de 1982 à 2015
À la suite du décret du 20 janvier 1982, le canton de Saint-Doulchard est créé par scission du canton de Mehun-sur-Yèvre ; ce dernier regroupait alors cinq communes.
| Nom                         | Code Insee | Codepostal | Superficie (km2) | Population (dernière pop. légale) | Densité (hab./km2) |
| --------------------------- | ---------- | ---------- | ---------------- | --------------------------------- | ------------------ |
| Mehun-sur-Yèvre (chef-lieu) | 18141      | 18500      | 24,45            | 6 828 (2012)                      | 279                |
| Allouis                     | 18005      | 18500      | 35,59            | 973 (2012)                        | 27                 |
| Berry-Bouy                  | 18028      | 18500      | 30,87            | 1 195 (2012)                      | 39                 |
| Foëcy                       | 18096      | 18500      | 16,21            | 2 063 (2012)                      | 127                |
| Sainte-Thorette             | 18237      | 18500      | 26,54            | 470 (2012)                        | 18                 |

### Composition à partir de 2015
Le nouveau canton de Mehun-sur-Yèvre comprend quinze communes entières.
| Nom                                     | Code Insee | Intercommunalité         | Superficie (km2) | Population (dernière pop. légale) | Densité (hab./km2) | Modifier                                    |
| --------------------------------------- | ---------- | ------------------------ | ---------------- | --------------------------------- | ------------------ | ------------------------------------------- |
| Mehun-sur-Yèvre (bureau centralisateur) | 18141      | CA Bourges Plus          | 24,45            | 6 394 (2022)                      | 262                | modifier les données · modifier les données |
| Allouis                                 | 18005      | CC Terres du Haut Berry  | 35,59            | 1 052 (2022)                      | 30                 | modifier les données · modifier les données |
| Berry-Bouy                              | 18028      | CA Bourges Plus          | 30,87            | 1 171 (2022)                      | 38                 | modifier les données · modifier les données |
| Brinay                                  | 18036      | CC Cœur de Berry         | 29,48            | 507 (2022)                        | 17                 | modifier les données · modifier les données |
| Cerbois                                 | 18044      | CC Cœur de Berry         | 18,45            | 398 (2022)                        | 22                 | modifier les données · modifier les données |
| Chéry                                   | 18064      | CC Cœur de Berry         | 13,54            | 225 (2022)                        | 17                 | modifier les données · modifier les données |
| Foëcy                                   | 18096      | CC Vierzon-Sologne-Berry | 16,21            | 2 052 (2022)                      | 127                | modifier les données · modifier les données |
| Lazenay                                 | 18124      | CC Cœur de Berry         | 30,74            | 282 (2022)                        | 9,2                | modifier les données · modifier les données |
| Limeux                                  | 18128      | CC Cœur de Berry         | 13,17            | 171 (2022)                        | 13                 | modifier les données · modifier les données |
| Lury-sur-Arnon                          | 18134      | CC Cœur de Berry         | 13,84            | 662 (2022)                        | 48                 | modifier les données · modifier les données |
| Massay                                  | 18140      | CC Vierzon-Sologne-Berry | 47,94            | 1 347 (2022)                      | 28                 | modifier les données · modifier les données |
| Méreau                                  | 18148      | CC Cœur de Berry         | 18,65            | 2 649 (2022)                      | 142                | modifier les données · modifier les données |
| Preuilly                                | 18186      | CC Cœur de Berry         | 14,94            | 473 (2022)                        | 32                 | modifier les données · modifier les données |
| Quincy                                  | 18190      | CC Cœur de Berry         | 18,19            | 821 (2022)                        | 45                 | modifier les données · modifier les données |
| Sainte-Thorette                         | 18237      | CC Cœur de Berry         | 26,54            | 473 (2022)                        | 18                 | modifier les données · modifier les données |
| Canton de Mehun-sur-Yèvre               | 1811       |                          | 352,60           | 18 677 (2022)                     | 53                 | modifier les données                        |

## Démographie

### Démographie avant 2015
| 1962  | 1968  | 1975   | 1982   | 1990   | 1999   | 2006   | 2011   | 2012   |
| ----- | ----- | ------ | ------ | ------ | ------ | ------ | ------ | ------ |
| 8 743 | 8 930 | 10 362 | 11 175 | 11 408 | 11 345 | 11 399 | 11 522 | 11 529 |

### Démographie depuis 2015
En 2022, le canton comptait 18 677 habitants, en évolution de −2,12 % par rapport à 2016 (Cher : −2,48 %, France hors Mayotte : +2,11 %).
| 2013   | 2018   | 2022   |
| ------ | ------ | ------ |
| 19 253 | 18 995 | 18 677 |